# ブラゴヴィーシェンスキー大聖堂 (ハルキウ)
ブラゴヴィーシェンスキー大聖堂（ブラゴヴィーシェンスキーだいせいどう、ウクライナ語: Свято-Благовіщенський кафедральний собор у Харкові）は、ウクライナのハルキウにある正教会の大聖堂であり、東ヨーロッパで最大級の主教座聖堂である。ウクライナ正教会のハリコフ教区に属する。

## 歴史

### 17世紀から19世紀
最初の生神女福音（ブラゴヴィーシェンニャ）聖堂は、1655年頃、聖ニコライ聖堂 (ハルキウ)や降誕聖堂 (ハルキウ)と同時に創建された。ザロパン地区に建てられた木造単一祭壇の聖堂は、伝統的なウクライナの三ドーム形式で、独立した木造の鐘楼と柵で囲まれていた。集落の急速な発展により教区が拡大し、1720年の記録では聖堂に2名の司祭がいた。1738年の大火後、同様式で再建され、1787年の都市計画図にその姿が記録されている。

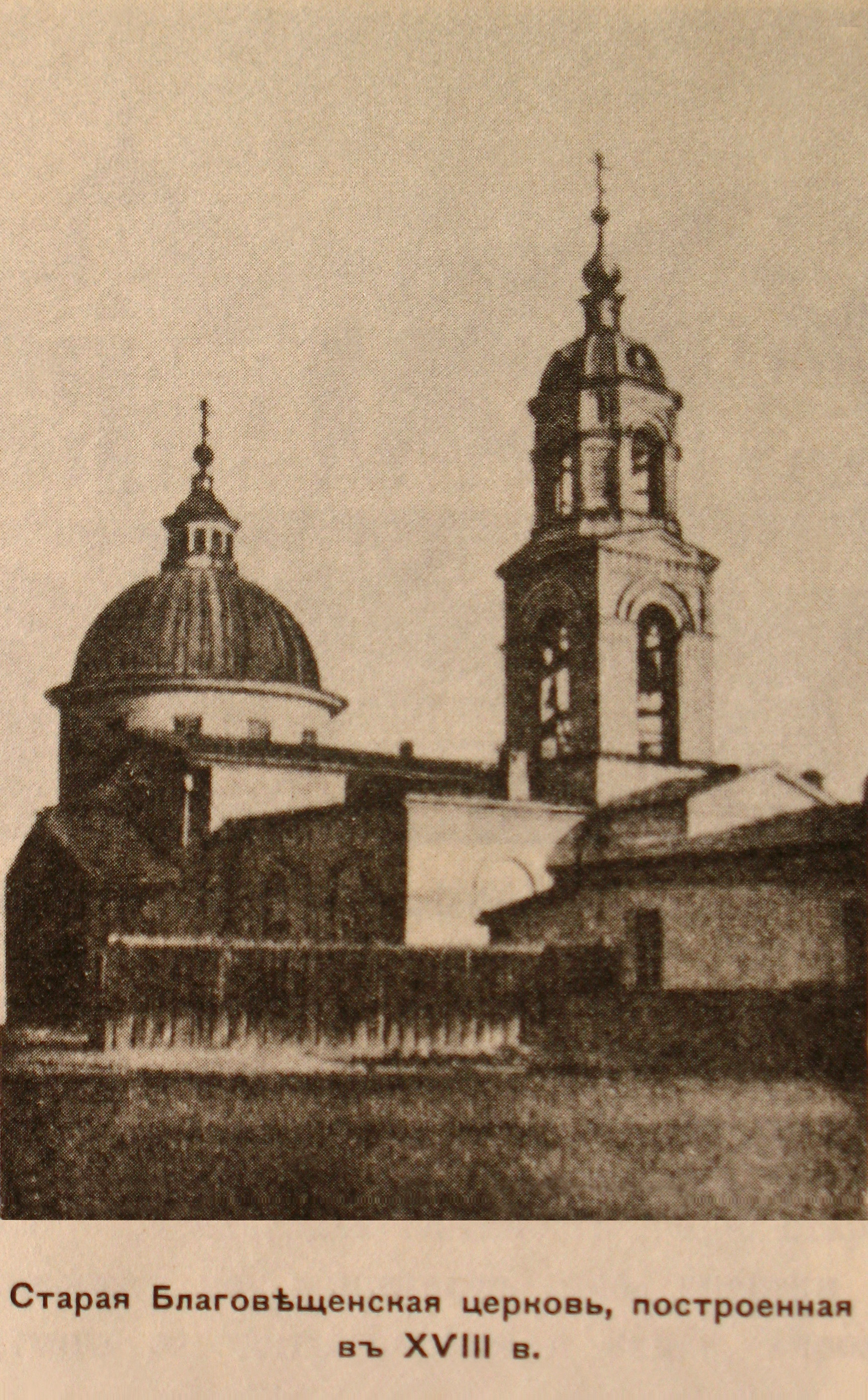
最初の石造ブラゴヴィーシェンスキー聖堂、1846年

この時期の司祭としては、オレクシー（1659年）、パウロ（1701年、1713年）、ヨアン・マトヴェーエフ（1738年没）、アフトノム・ザハリエフ（1779年没）、ヘラシム・スリヴィツキー、ペトロ・ロジャンスキー、マトヴィー・ロジャンスキーが知られている。
1789年、ペトロ・ヤロスラフスキーの設計による初期古典主義様式の石造単一ドーム聖堂が起工され、1794年9月8日に聖別された。人口増加により、1830年代に拡張が必要となり、1836年から1838年にかけて、聖ヨアン・ヴォインと聖バルバラに献じられた側廊祭壇が増築された。この改修は教会長老の商人オレクサンドル・ドミトロヴィチ・スクリプニクが主導した。1844年から1846年、中佐M.I.バテザトゥラの尽力で、屋根、イコノスタス、至聖所、聖体礼儀台上の天蓋が金箔で装飾された。
1846年から1863年、この聖堂はハルキウの「都市大聖堂」として機能した。1858年のハルキウ管区記録によると、聖堂は石造で堅固な鐘楼を持ち、3つの祭壇（生神女福音は冷、残り2つは温）を備え、聖職者として首席司祭、司祭、輔祭、詠唱者2名、聖堂守2名がいた。信徒数は男性484名、女性568名で、聖セルギイ・ラドネシスキー家内教会（1851年創建）を管轄した。
1887年11月22日、アンブロシウス大主教（クリュチャレフ）の許可を得て、富裕な信徒の主導で新しい聖堂の建設が決定された。

### 新しい聖堂

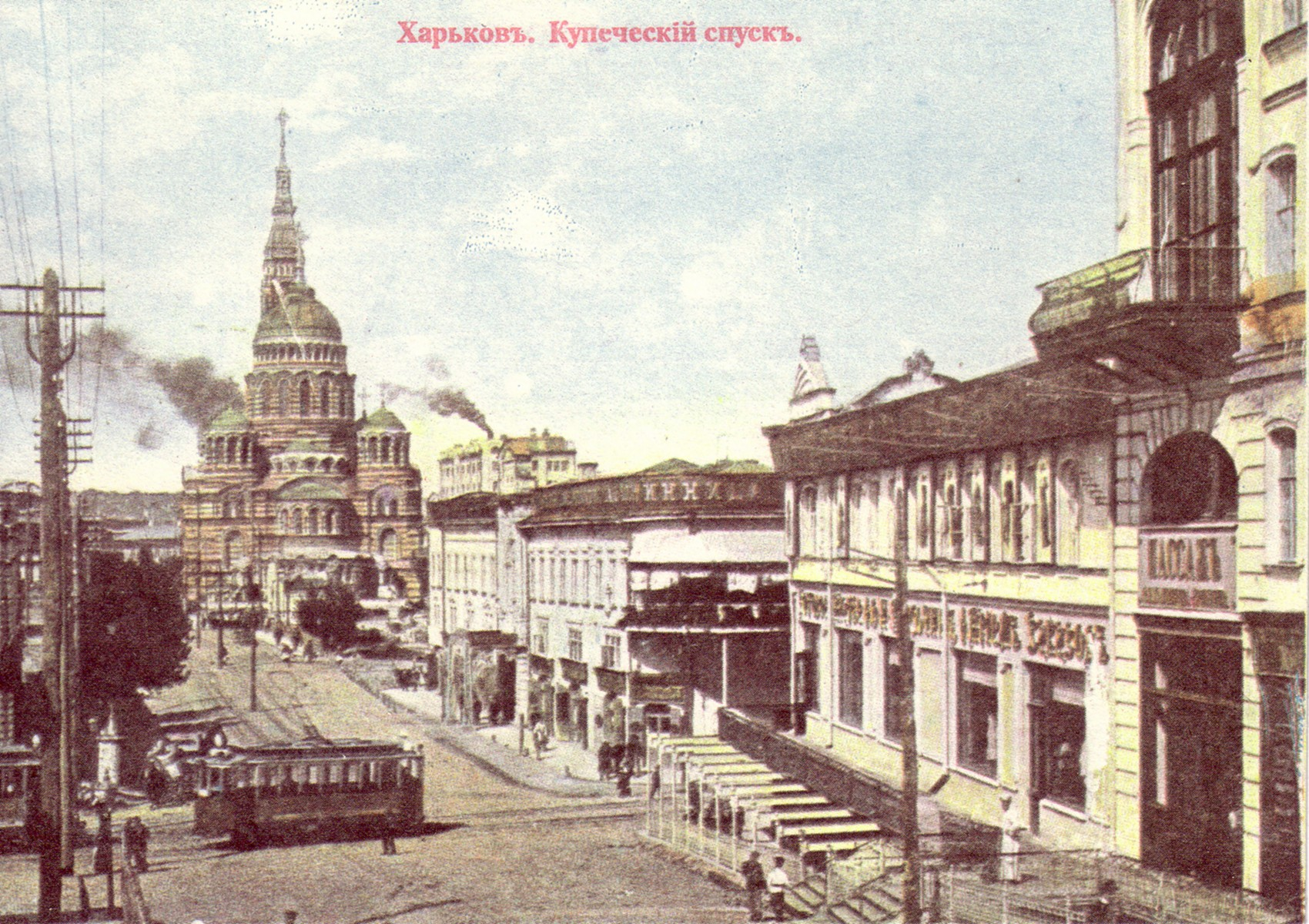
20世紀初頭の絵葉書に描かれたブラゴヴィーシェンスキー聖堂

新しい聖堂の礎石は、1888年10月2日、古い聖堂の隣に据えられた。プロジェクトはハリコフ工科大学教授で信徒のロフツォフ・ミハイール・イヴァーノヴィチが設計し、建設資金はハルキウ内外の商人からの寄付で賄われた。総費用は40万ルーブル、約700万個のレンガが使用された。
聖堂はネオビザンティン様式に折衷主義の要素を組み込み、五ドームとネオゴシック様式の鐘楼（高さ80m）を特徴とする。正面ファサードは34m、高さ59mで、赤レンガと白漆喰の交互の列が独特の多色性を生む。1901年に完成・聖別され、古い聖堂は解体された。救世主、生神女、聖ニコライ、聖ヨアン・ヴォイン、聖バルバラのイコンが移された。約4000人を収容可能なロシア帝国最大級の聖堂の一つである。
- 白カッラーラ大理石のイコノスタスはモスクワのヴァシリー・オルロフ、主要イコノスタスの29のイコンはサンクトペテルブルク帝国美術アカデミーのダニレフスキー・アンドレイ・イヴァーノヴィチ（ウクライナ語版）、側廊イコノスタスのイコンはミハイール・ミハイロフ、壁画はハルキウのI.M.スヴャテンコが制作した[1]。イコノグラフィーはウラジーミル大聖堂と救世主ハリストス大聖堂に着想を得ており、側廊のアプスは聖ヨアン・ヴォインと聖バルバラ、地下の至聖所は諸聖人に献じられた[2]。
- 1914年7月3日、再び「都市大聖堂」の地位を獲得した[4]。

### ソビエト時代

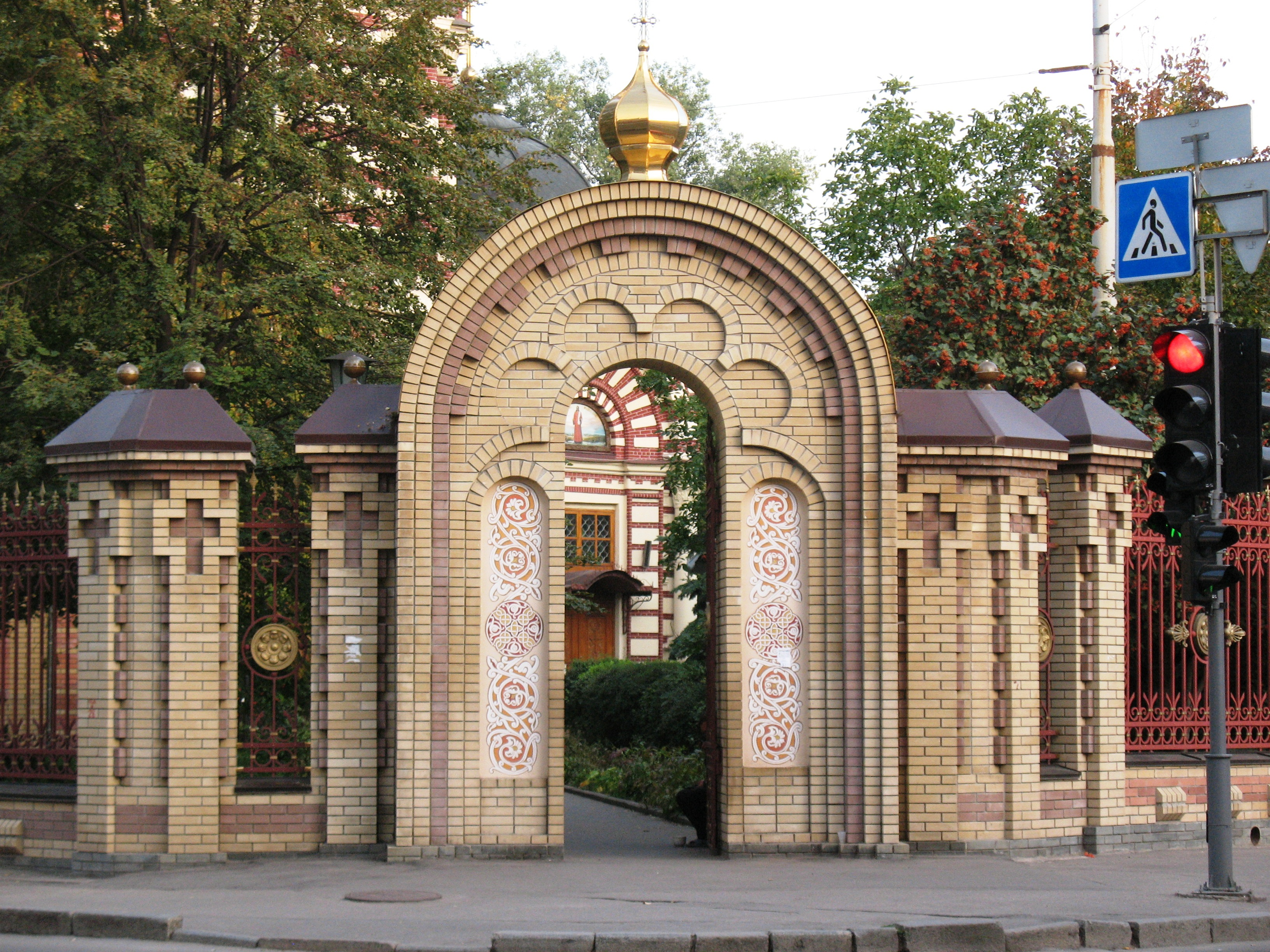
聖堂の西側からの入り口

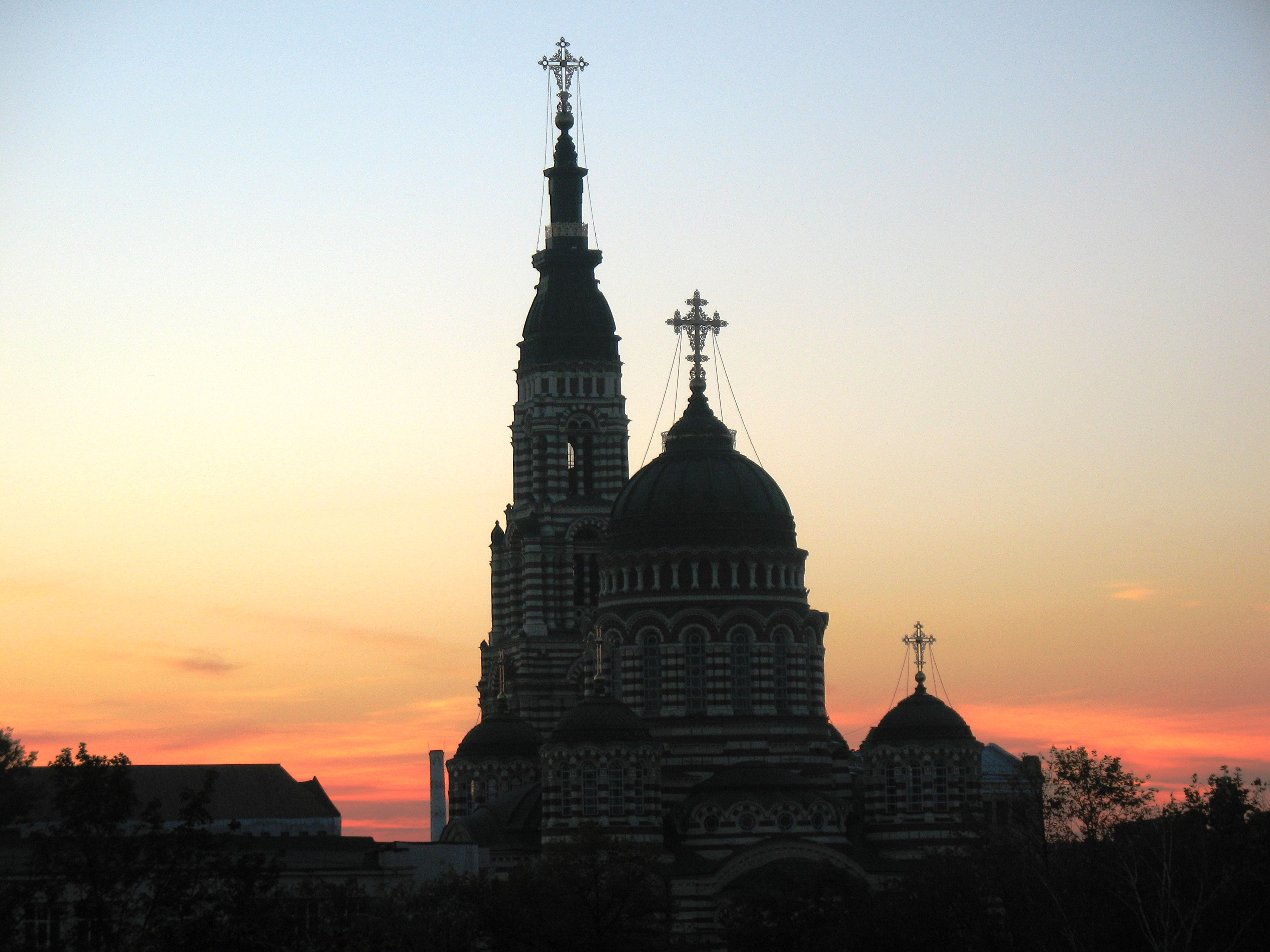
夕暮れの聖堂

- 1923年3月22日、ソビエト当局による聖堂閉鎖が試みられ、以降も繰り返された[3]。1925年から1926年には宗教音楽コンサートが開催されたが、1930年2月14日、全ウクライナ中央執行委員会の決定で閉鎖され、厩舎や倉庫として使用された[2]。
- 第二次世界大戦中のナチス・ドイツ占領下で礼拝が再開された[1]。戦後、1946年に主教座聖堂となり、1948年にはハルキウの聖メレティウスとコンスタンティノープル総主教聖アファナシウス3世パテラリアスの聖遺物が移された[2]。

1974年7月の嵐で鐘楼の鉄製十字架が倒壊した。

### 現在

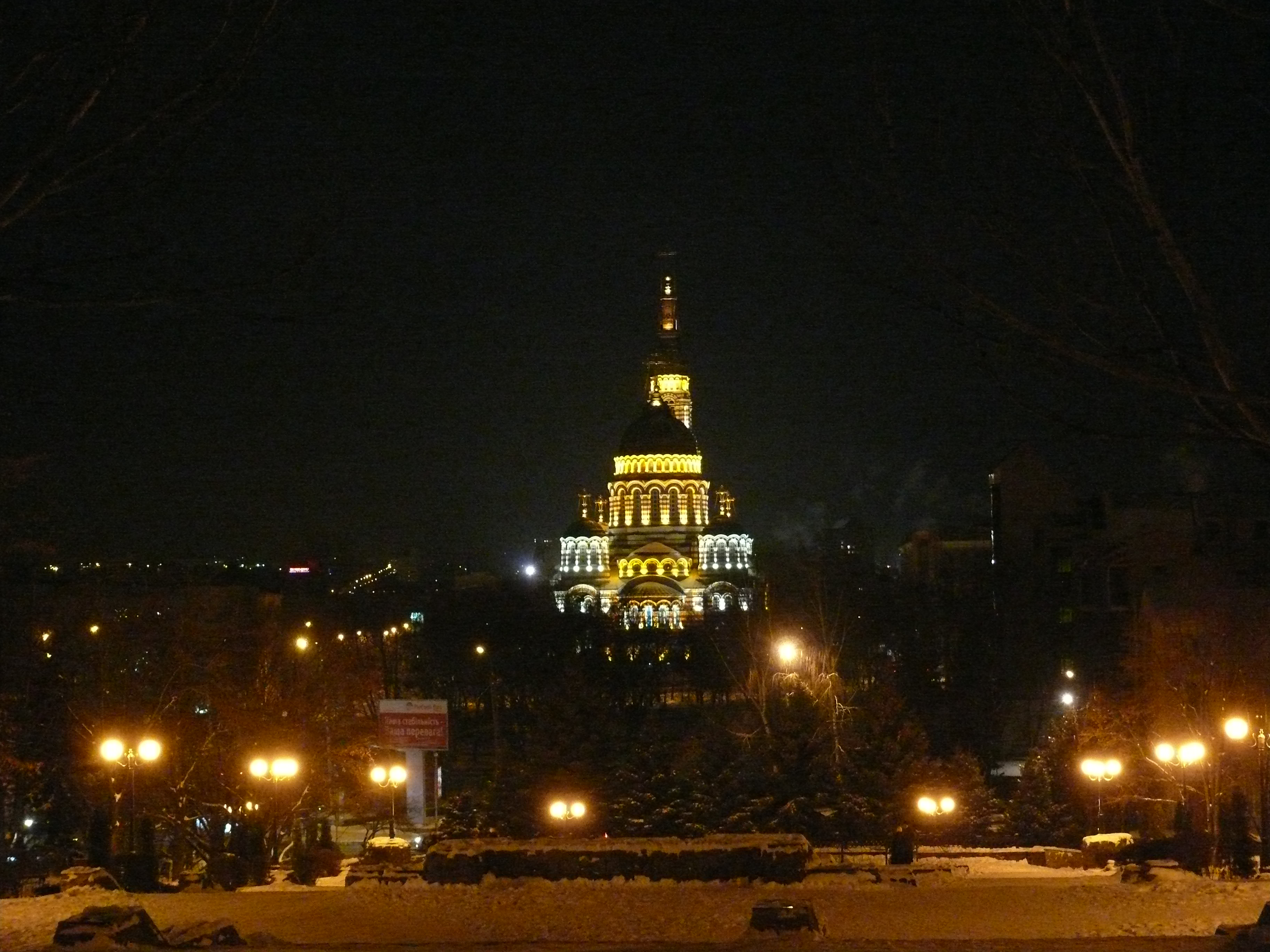
ウニヴェルシテーツィカ・ヒルカのテラス公園から見た夜の聖堂

- 1993年、1938年に弾圧されたハルキウ大主教聖アレクサンドル（ペトロフスキー）の聖遺物が安置された[2]。
- 1996年7月の強風で鋼製十字架が曲がり、1997年6月の火災でドーム上部が焼失した。修理後、鐘楼の高さが増加した[1]。
- 2007年から2008年、新しい囲いが設けられ、聖堂の輪郭が強調された[2]。
- ブラゴヴィーシェンスキー大聖堂は、ウスベンスキー大聖堂 (ハルキウ)（ウクライナ語版）、ポクロフスキー大聖堂とともに、ハルキウの「黄金の三角形」を構成する[5]。